# Slatina Pokupska
Slatina Pokupska (1900-ig Slatina, 1910 és 1961 között Slatina Bučička) falu Horvátországban, Sziszek-Monoszló megyében. Közigazgatásilag Glinához tartozik.

## Fekvése
Sziszek városától légvonalban 27, közúton 36 km-re nyugatra, községközpontjától légvonalban 16, közúton 22 km-re északnyugatra, a Kulpa jobb partján fekszik. Nyugati részén halad át a Glinát Zágrábbal összekötő 31-es számú főút.

## Története
A település neve a szláv "slatina" főnévből származik, mely sós, vagy savanyúvizű forrást jelöl. Slatina Pokupska területe már a történelem előtti időben is lakott volt. Ezt bizonyítja a Kulpa jobb partján található, ma még feltáratlan régészeti lelőhely. A rézkorban a lasinjai kultúra népe lakta ezt a vidéket, mely nevét északnyugatra a Kulpa partján fekvő Lasinja településről kapta. A római korban itt haladt át az Emona (Ljubljana), illetve Senia (Zengg) felől Sisciába haladó római út. A 7. században az avarok kíséretében érkezett szlávok foglalták el ezt a vidéket, majd frank uralom következett, mely a 9. század végéig tartott. A frank uralom lerázása után létrejött az önálló Horvát Királyság. II. István horvát király halála (1091) után a horvát nemesség két részre szakadt, a viszályban végül magyar király hívei győzedelmeskedtek és 1102-ben Kálmánt horvát királlyá koronázták. Ezután Horvátországot a király nevében a horvát-szlávón hercegek, illetve a bánok kormányozták.
Slatina a középkorban is lakott település volt, ennek bizonysága a Szentháromság kápolna, melyet már a 15. században említenek. A település a 16. és 17. század török háborúiban teljesen megsemmisült. A környék számos településéhez hasonlóan a 17. század vége felé népesült be újra. 1677-re újjáépítették a Szentháromság kápolnát. Egy 1788-as térképen a kápolna körül négy sarokbástyás erődítmény látható, melynek mára nyoma sem maradt. 1696-ban a szábor a bánt tette meg a Kulpa és az Una közötti határvédő erők parancsnokává, melyet hosszas huzavona után 1704-ben a bécsi udvar is elfogadott. Ezzel létrejött a Báni végvidék, horvátul Banovina (vagy Banja), mely katonai határőrvidék része lett. 1745-ben megalakult a Glina központú első báni ezred, melynek fennhatósága alá ez a vidék is tartozott. 1881-ben megszűnt a katonai közigazgatás. 1918-ban az új szerb-horvát-szlovén állam, majd később Jugoszlávia része lett. A második világháború idején a Független Horvát Állam része volt. 1991. június 25-én az akkor kikiáltott független Horvátország része lett. A szerb erők 1991 októberében elfoglalták és lerombolták, horvát lakosságát elűzték. Csak 1995. augusztus 8-án a Vihar hadművelettel szabadította fel a horvát hadsereg. 2011-ben 88 lakosa volt, akik földműveléssel, állattartással foglalkoztak. A gornja bučicai plébániához tartoztak.

## Népesség
| Lakosság változása | Lakosság változása | Lakosság változása | Lakosság változása | Lakosság változása | Lakosság változása | Lakosság változása | Lakosság változása | Lakosság változása | Lakosság változása | Lakosság változása | Lakosság változása | Lakosság változása | Lakosság változása | Lakosság változása | Lakosság változása |
| ------------------ | ------------------ | ------------------ | ------------------ | ------------------ | ------------------ | ------------------ | ------------------ | ------------------ | ------------------ | ------------------ | ------------------ | ------------------ | ------------------ | ------------------ | ------------------ |
| 1857               | 1869               | 1880               | 1890               | 1900               | 1910               | 1921               | 1931               | 1948               | 1953               | 1961               | 1971               | 1981               | 1991               | 2001               | 2011               |
| 208                | 370                | 373                | 413                | 417                | 433                | 388                | 414                | 373                | 352                | 323                | 295                | 268                | 254                | 130                | 88                 |

## Nevezetességei
- A Szentháromság tiszteletére szentelt római katolikus kápolnája[4] a Kulpa déli partján emelkedő magaslaton áll. A kápolnát már a 15. században említik. A mait 1668 és 1677 között építették a kulpatői plébánia filiájaként. Többször javították, de a 19. században állaga nagyon leromlott. 1894-ben teljesen újjá kellett építeni, majd a főhomlokzaton látható felirat szerint 1911-ben megújították. A honvédő háború idején súlyos károkat szenvedett, de újjáépítették. Négyszög alaprajzú egyhajós épület, apszisában szűk szentéllyel, homlokzata felett harangtoronnyal. A kőből és téglából épült kápolna mellől nagyszerű kilátás nyílik a Kulpa völgyére és a túloldali Kulpatő településre. Az épület körüli egykori erődítménynek nem maradt nyoma.
- Történelem előtti régészeti lelőhely a Kulpa partján.